# Robert Meyer (medico)
Robert Meyer (Hannover, 11 gennaio 1864 – Minneapolis, 12 dicembre 1947) è stato un patologo e ginecologo tedesco.

## Biografia
Studiò medicina alle università di Lipsia, Heidelberg e Strassburg, ricevendo il suo dottorato in quest'ultima istituzione nel 1889. Dal 1890 al 1894 fu medico nella comunità di Dedeleben, e in seguito lavorò come assistente del ginecologo Johann Veit a Berlino.
Dal 1909 al 1911 fu a capo del laboratorio nella clinica femminile del Charité di Berlino, e nel 1912 succedette a Carl Arnold Ruge come capo dell'istituto patologico della clinica femminile universitaria. Nel 1932 divenne professore onorario della facoltà di medicina dell'università. A causa della sua ascendenza ebraica, fu rimosso dalla sua posizione a Berlino nel 1935. Successivamente, emigrò negli Stati Uniti, stabilendosi a Minneapolis nel 1939.
È ricordato per la sua ricerca che coinvolge l'embriologia e l'istopatologia del sistema riproduttivo. Ebbe un particolare interesse per le anomalie dei tessuti embrionali. Nel campo dell'urologia, descrisse la "legge Weigert-Meyer" è denominata; una regola riguardante la relazione anatomica dei due ureteri. È chiamato in collaborazione con il patologo Carl Weigert.

## Opere principali
- Über epitheliale Gebilde im Myometrium des fötalen und kindlichen Uterus, 1899.
- Studien zur Pathologie der Entwicklung, con Ernst Schwalbe (2 volumi 1914–20).
- "Autobiography of Dr. Robert Meyer (1864-1947); a short abstract of a long life". With a memoir of Dr. Meyer by Emil Novak, 1949.[6]